# Слободские казацкие полки

Карта земель слободских казацких полков Харьковского, Сумского, Ахтырского, Изюмского и Острогожского. 1764 год.

Казачество на територии современной Украины в средине XVIII века (синим цветом обозначена Гетманщина, оранжевым земли Запорожской Сечи а зеленым владения Слободских полков)

Слободские казацкие полки — военно-территориальные казачьи формирования эпохи украинского казачества (наравне с городовыми и запорожскими казаками) возникшие после переселения людей на вольные земли Дикого Поля, и пребывавшие на службе Русского царства и Российской империи на территории Слободской Украины (Слобожанщины) в XVII—XVIII веках. 
Ранее в источниках назывались Слободские черкаские полки, Слободские черкасские казачьи полки и Козаки черкасы полковой службы.
Основных полков черкас (казаков) было пять, сформированных в 1651 году:
- Харьковский слободской казацкий полк[5] (ныне Харьковская область);
- Сумский слободской казачий полк[5] (ныне Сумская область, Брянская область (Новое Место) и Курская область (Суджа));
- Ахтырский слободской казачий полк[5] (ныне Сумская область, север Харьковской области и Белгородская область (Грайворон));
- Изюмский слободской казачий полк[5] (ныне Харьковская область и запад Донецкой области, Белгородская область);
- Рыбинский или Острогожский слободской казачий полк[5] (ныне Воронежская область и север Луганской области).

Также непродолжительное время существовало ещё два военно-территориальных казацких полка:
- Балаклейский слободской казачий полк (1670—1677)
- Змиевской слободской казачий полк (1666—1671)

В конце XVIII века слободские казацкие полки были переформированы в армейские регулярные полки, также собирательно продолжавшие именовавшиеся слободскими, поскольку вели свою историю от слободских казацких полков и все также дислоцировались на территории Слобожанщины, и формировались из её жителей (см. Слободские регулярные полки).
В XVIII веке на территории Слобожанщины существовал также Украинский ландмилицский корпус, сформированный из однодворцев — потомков городовых казаков смежных со Слобожанщиной российских губерний (Белгородской, Орловской, Тульской, Курской, Тамбовской, Воронежской).

## Общие положения
Само понятие «слободской казацкий полк» включало в себя не столько сам полк как военную единицу, а конкретную территорию со всеми городами, местечками, слободами, сёлами, деревнями и хуторами и их населением, из числа которого и шло формирование того или иного полка.
Главой на данной территории был сначала избираемый, затем назначаемый наказной полковник, имеющий власть в пределах территории почти неограниченную. Полковник и его канцелярия ведали всеми военными, административно-хозяйственными, судебными и гражданскими делами на данной территории, кроме церковных (см. Полковое устройство Украины).
У каждого полковника были символы власти (клейноды): булава (пернач), полковое знамя (хоругвь), полковая печать и, обычно, полковая музыка (литавры, трубы и т. п.).
Военно-территориальные слободские полки возникли путём переселения в и на границы Русского государства запорожских казаков («черкасов») и жителей малороссии (<русинов(?!)>), которые спасались бегством из Речи Посполитой от феодального, национального и религиозного угнетения, часто, в результате неудач в борьбе с Польшей.

«Поселяне упомянутых в начале сего полков, из разных племён, как -то Поляков, Польских украинцев и других чужестранных народов составили воинское общество под названием Козаков.»— Квитка Г. Ф. «Записки о слободскихъ полкахъ», 1883
Уже при царе Алексее Михайловиче они были причислены к Белгородскому разряду и стали именоваться «Слободскими украинскими казачьими полками», а край, заселённый ими, получил общее название «Слободская Украина» (или «Слобожанщина») в отличие от «Украины», состоявшей из Белгородского и Севского разрядных полков.
Именование полков и казаков, их составлявших, слободскими, и название всего края — Слобожанщина либо Слободская Украина — произошло от наименования организуемых переселенцами поселений — слобо́д.
Со временем, наименование «черкасы» прижилось и для всех остальных поселенцев Харьковского и Ахтырского полков — вне зависимости от того, откуда были пришедшие в них люди.
1668 год стал серьёзным испытанием для слободского казачества. Часть украинской шляхты, поддерживаемае Речью Посполитой и Оттоманской Империей, подняла мятеж под предводительством гетмана Ивана Брюховецкого, целью которого был разрыв союза с Россией. Однако у слобожан эти идеи не встретили поддержки и в сражении под Змиевым объединённые слободские полки нанесли поражение войску Брюховецкого.
Военная служба слободских казаков не ограничивалась защитой пограничной линии Русского государства. Очень скоро правительство стало их привлекать к походам в другие места. Слободское казачество принимало участие в многих военных походах: чигиринских, крымских, азовских, персидских. Принимали участие в Северной войне и ряде других военных походов того времени. Также задачей слободских казаков была защита юго-восточных рубежей Русского государства от набегов калмыков, крымских и ногайских татар, а также «воровских» казаков (донских и запорожских).
Измена гетмана Мазепы также не повлияла на верность слободских казаков Российскому государству. Универсалы гетмана не находили поддержки у слобожан, а казаки-мазепинцы убивались ими наравне со шведами.
При Петре I были лишены части прав. В 1718 году им «повелено было быть в ведомстве по губерниям, оставаясь в военном отношении под начальством русскаго генерала». В 1732 году после постройки «Украинской Линии» от устья реки Орели до реки Донца у Харьковского и Изюмского полков появилась устойчивая южная граница, окончательно установленная с появлением Славяносербии после 1752 года. 26 июля 1765 года манифестом «Ея императорского Величества Екатерина Вторая» военная администрация слободских полков ликвидируется, а территории переходят в прямое подчинение губернатору новосозданной Слободской губернии.

## Возникновение
Впервые переселенцы на юго-западные окраины Московского государства упоминаются во времена Ивана IV. Тогда же был построен и огорожен Чугуев, хотя более ранние исторические источники указывает на то, что Чугуев был создан крещёными калмыками.
Отдельные переселенцы появились в московском государстве уже в начале XVII века и селились правительством обычно по Белгородской черте. С течением времени, стали совершаться и массовые переселения.
Первое из них относится к 1638 году, когда, после неуспешного восстания Гуни и Острянина против Польши, гетман Яков Острянин, с отрядом казаков числом около 800 человек, явился на московскую границу, был принят и основал за чертой г. Чугуев. Поселившись здесь, казаки получили землю на поместном праве и должны были нести военную службу пользуясь самоуправлением, но подчиняясь распоряжениям назначенного в Чугуев воеводы. В 1641 году, однако, казаки убили Острянина и возвратились в польское подданство.
В 1645 бояре и воеводы приграничных великороссийских городов уведомляли царя о том что в приграничные пустующие земли «приходили чужестранные, разных племён народы» которые просили позволения о поселении, предлагая взамен «защищать от нападений неприятеля».
Вновь массовая эмиграция малороссов в данную местность продолжилась с 1651 года, со времени неудачного оборота восстания Хмельницкого и продолжилась затем ещё некоторое время из правобережной Малороссии, опустошаемое бесконечными набегами и походами. Благодаря этой эмиграции, к югу от старой черты московского государства начала обустраиваться новая линия из городов и местечек.
В 1652 году был построен Острогожск, в котором поселилась значительная партия выходцев-малороссов, приведённая сюда после берестечского поражения Ив. Ник. Дзинсковским по «зазывной грамоте» воронежского воеводы Арсеньева. Тут же появился первый слободской казацкий полк получивший название Острогожский (иногда также именуемый и Рыбинским). В том же году возникли как слободы Сумы, в следующем — Харьков, ещё позже — Ахтырка. Слобожане расселились по рекам Коротояк, Воронеж, Осколу, Лопани, верховьям Исла, Ворсклы, Донца. С 1656 Харьков был назван городом. При царе Алексее Михайловиче они были причислены к Белгородскому разряду и стали официально именоваться «Слободскими украинскими казачьими полками», а заселённый ими край стал именоваться «Слободской Украиной» («Слободской украйной»), — в отличие от «Украины», состоявшей из Белгородского и Севского полков,- а её поселенцы, сохранившие своё казацкое устройство, гарантированное им жалованными грамотами московских государей, названы были слободскими казаками.

### Первое упоминание
В книге Белгородского столбового разряда приводится такая запись
:

Справка о черкаских полковниках и числе черкас в их полках 1667 или
1668 г.

Белгородского полку в городах черкас: Полковники:
В Острогожском — Иван Николаев сын Зинковский
В Харкове — Иван Серко
В Сумине — Гарасим Кондратьев
Их полковых черкас
Полковые службы — 3 665
Детей их которые в службу годятся — 2281—
В городовой службе — 3975
Детей их которые в службу годятся — 1655
Всего черкас из детьми — 18579.

По названиям полковых городов полки стали именоваться острогожский или рыбинский, сумский, ахтырский и харьковский. В 1682 году харьковский полковник Григорий Ерофеевич Донец получил от царя Фёдора Алексеевича грамоту на поселение в новопостроенный им на реке Донец город Изюм (оставаясь при том харьковским полковником). Также, ему было дано разрешение призывать на поселение и освоение близлежащих урочищ Спиваковка и Пришиб «неслужилых черкас» из Харьковского, Сумского, Ахтырского полков и городов. Вскоре «из-за обширности поселений» Харьковского полка он был разделён на Харьковский и Изюмский. Впервые все пять «Слободских Черкаских полков» упоминаются в таком качестве в указе Петра I от 28 февраля (ст.ст.) 1700 года (в его же указе от 1697 года упоминается только 4-е полка — без острогожского). Совместно с выходцами из Малороссии в черте полков, с момента их появления, селились поселениями и выходцы из различных великороссийских губерний, которые также несли казацкую службу и были приписаны к сотням, но не пользовались льготами по винокурению.

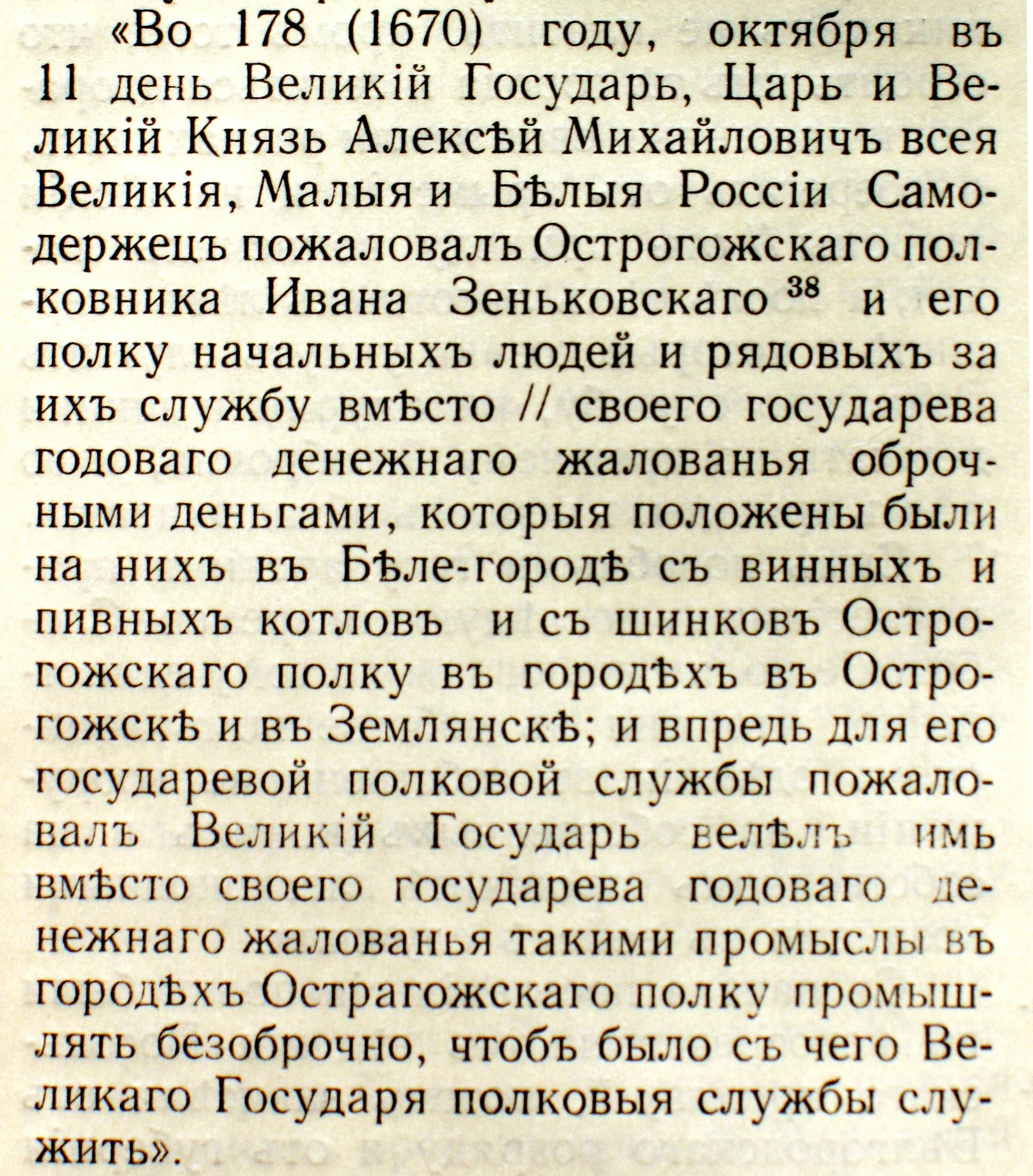
Грамота острогожскому полковнику Зеньковскому от царя Алексея Михайловича, 1670

## Острогожский слободской казачий полк
Острогожский полк с начала своего появления имел ряд отличий от других полков появившихся позже. Первоначально он был на «государевом содержании» и лишь позже, вместе с остальными полками получил право на самообеспечение.

Во 7178 (1670) году, октября в 11 день В. Г., Ц. и В. К. Алексей Михайлович, всея В. и М. и Б. России Самодержец пожаловал Острогожского полковника Ивана Зеньковского и его полку начальных людей и рядовых за их службу, вместо своего государева годового денежного жалованья, оброчными деньгами, которые положены были на них в Белгороде, с винных и пивных котлов и с шинков Острогожского полку в городах в Острогожске и в Землянске; и впредь для его государевой полковой службы пожаловал Великий Государь, велел им вместо своего государева годового денежного жалованья такими промыслами в городах Острогожского полку промышлять безоброчно, чтобы было с чего Великого Государя полковые службы служить".

Полковники этого полка с самого начала утверждались на своих должностях в русских (а позже российских) инстанциях. В допетровские времена доходило даже до отстранения от должности на время рассмотрения доносов (как имело место в случае с полковником Сасовым) и назначение на его место другого, а потом возврат первоначально занимавшего должность. В связи с этим, список полковников этого полка до 1700 года не столь чётко подаётся рядом историков. В 1705 году полк был передан в ведение приказа Адмиралтейских дел в Воронеже.
В первой трети XVIII века полк состоял из следующих сотен:
- Первая Острогожская (центр сотни - Острогожск)
- Вторая Острогожская (Острогожск)
- Ливенская (Ливенская слобода)
- Корочанская (Короча)
- Белолуцкая (Белолуцк)
- Старобельская (Старобельск)
- Закотенская (?)
- Урывская (Урыв)
- Богучарская (Богучар)
- Калитвянская (Старая Калитва)
- Толучеевская (ныне не существующий населённый пункт Толучеев, в Воронежской области.)
- Меловская (Старая Меловая)
- Калачеевская (сотня включала Новомеловую, Воробьёвку, Берёзовку, Никольск, Рудню и Ширяеву с хуторами.)

## Жалование полкам похвальных грамот и предоставление льгот
В 1667 малороссийский гетман Иван Брюховецкий пытался организовать выступление против Московского государства, гонцы от него с предложением поддержать его выступление также прибыли в Харьковский, Сумской и Ахтырский полки. Но они не изменили присяги данной царю. Брюховецкий же, пытался силой принудить их встать на свою сторону — часть верных Брюховецкому запорожских казаков обложили укреплённые полковые города, а крымские и нагайские татары, привлечённые Брюховецким, разорили ряд казацких поселений. Совместными усилиями полков нападавших удалось отогнать. Отмечая верность Слободских полков, 19 февраля 1668 каждому из полковников была пожалована похвальная грамота, и в том же году «в признательность Высочайшаго к сим трём полкам благоволения особым имянным указал Великий Государь быть под ведением Посольского в Москве Приказа». Пользуясь благосклонностью царя, полковниками было направлено совместное прошение об «оставлении наложенных на промыслы в их полках оброчных денег». Прошение было удовлетворено и 23 апреля 1669 года каждому из 3-х полков были выданы «жалованные Грамоты за Государственной печатью». По данным привилегиям «черкасам» предоставлялось право: беспошлинная торговля «всякими товарами» в полковых городах, «держать шынки безоброчно, дальние полковые службы не служить и податей и оброков никаких не платить» взамен их обязывали «строить города и селиться дворами, пашенные земли распахивать» и оберегать русские земли от набегов крымских и нагайских татар. Эти льготы (безоброчное владение землями, мельницами и ведении разных промыслов а также беспошлинное винокурение и торговля этой продукцией) подтверждались грамотами в 1682, 1684 и 1688 годах. Ряд представителей казацкой старшины, в тот период времени, были жалованы российским монархом за боевые заслуги и верность престолу поместьями и впоследствии влились в дворянское сословие, как например дворяне Безручко-Высоцкие, Бородаевские, Глуховцевы.
Из-за льгот, предоставляемых слободским казакам, в состав их охотно записывались не только переселенцы-черкасы, но и служилые люди из московских гарнизонов — городовые казаки, стрельцы, пушкари и даже дети боярские, что нередко приводило к конфронтации между слободской казачьей старшиной и местными воеводами.

## Администрация, устройство и управление полками

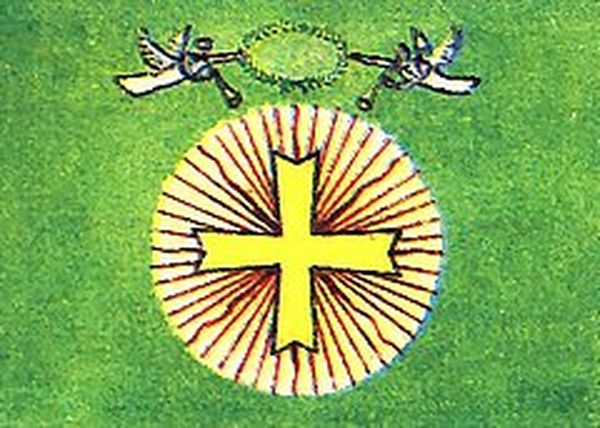
Флаг Харьковского полка

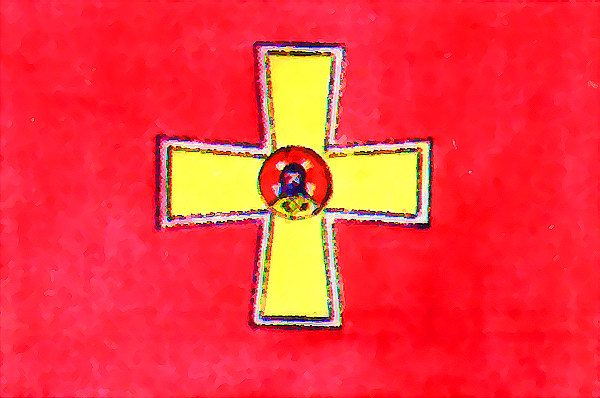
Флаг Изюмского полка

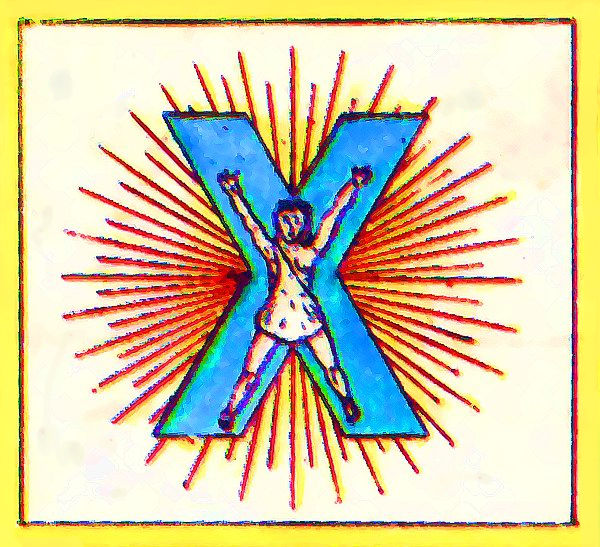
Флаг Ахтырского полка

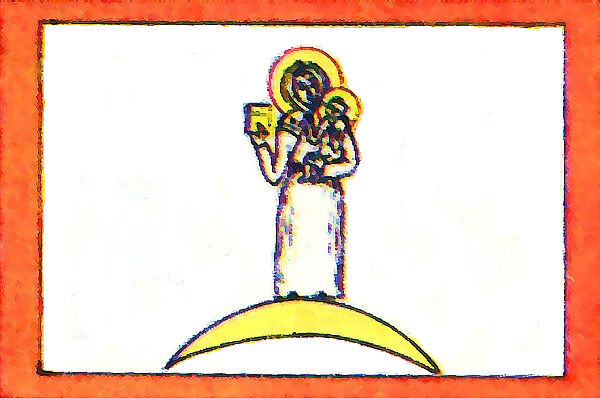
Флаг Сумского полка

Флаг Недригайловской сотни

К началу правления Петра I каждый из полков во главе имел полковника избираемого всеми занимающими руководящие должности казаками. Он имел право назначать полковых старшин и сотников, раздавать в потомственное владение порожние земли и другие угодья под его командой, занимать новые земли, которые утверждались универсалами, скреплёнными подписью полковника и его гербовой печатью (которая одновременно считалась и полковой). Право его было пожизненное. Также, он выносил наказания преступникам в соответствии с собственным усмотрением. Знаком власти полковника в полку был шестопёр (пернач), изготовленный из металла и украшенный драгоценным камнем по желанию полковника. Вторым после полковника лицом и главным полковым старшиной был полковой обозный. В его ведомстве была полковая артиллерия и снаряды к ней, а также лица её обслуживающие. В отсутствие полковника он руководил делами полка, но полковничьи полномочия, упомянутые выше, ему не передавались. Далее шёл полковой судья, заседавший в полковой ратуше, рассматривая дела, подлежащие суду. Вердикт по судебным решениям выносился полковником. Полковой асаул (есаул) приводил в исполнения приказания полковника по воинской службе. Полковой хорунжий в походах сберегал и охранял полковое знамя. Полковой писарь имел должность в полковой ратуше схожую по функциям с секретарской. Сотники, каждый в своей сотне, исполняли важные дела по воле полковника, менее важные дела решались ими самостоятельно. В сотнях имелись сотенные атаманы, асаулы, хорунжие и писари, которые выбирались по воле сотника из рядовых казаков. Атаманы и писари заседали в сотенных ратушах и представляли собой гражданское старшинство. Асаулы и хорунжие были военными старшинами, последние имели в походах обязанность охранять сотенные значки, на которых были изображены кресты и надписи, указывающие на полковую и сотенную принадлежность. На полковых знамёнах были изображены лики святых.
В каждом полку жители были разделены на три «состояния»:
- 1) «семейства военнослужилых и их свойственников»; из последних набирались рядовые казаки
- 2) «семейства казаков компанейцев» в задачу которых входило обеспечение «во всех надобностях до конной службы касающихся военнослужилых казаков», а также обеспечение провианта в военных походах. В петровские времена этот разряд стал именоваться «подпоможчиками»(подпомощниками)
- 3) «семейства неопределённых на службу» — имевшими название «владельческие подданные» которые находились во время походов в сёлах, хуторах и деревнях принадлежавших полковникам и полковым старшинам.

В XVIII веке появились ещё одна категория казаков — «подсоседки». Это были безземельные казаки, фактически батраки, продававшие свой труд землевладельцу, выборному казаку или купцу. Став подсоседком, казак не терял своего козацкого статуса. Он мог в любое время оставить свою работу и искать лучших условий. Подсоседок мог, накопив денег, купить землю, стать подпомощником и даже выборным казаком.
В каждом из слободских полков были построены монастыри. Полковничьими универсалами им были выделены земли; также от владельцев им выделялись и «подданные» люди.

## Петровские перемены
В 1697 году Пётр I издаёт указ об установлении налога на казацких подпомощников полков в размере 1-го рубля в год. Но, всё же полковники смогли убедить молодого государя в том, что «служащие казаки» будут небоеспособны, поскольку у снабжающих их кампанейцев не хватит средств для того и другого. В результате проделанной полковниками работы, 28 февраля 1700 года Пётр I издаёт указ в котором указывалось «МЫ Наше Царское Величество пожаловали Слободских Черкаских Полков Сумского, Харьковского, Ахтырского, Изюмского и Острогожского Полковников, Старшин и казаков за верную и безпорочную службу, промыслами своими, какие у них есть в их городах, мельницами и рыбными ловлями, всякими землями владеть и угодиями промышлять, и шинки держать безоброчно, вино курить безпошлинно по их черкасскому обыкновению и податей с них никаких не брать». Полкам предоставлялось право сбора таможенных податей (в тех городах где были таможни) и пошлин за пользование мостов, перевозов и продаваемых на их территории товаров — при этом пошлинные и откупные деньги полученные таким образом требовалось передавать в Белгород. «Для лучшего войск порядка во всех пяти Слободских Черкаских полках» устанавливалась численность рядовых казаков в 3500 человек — а остальным «тех полков казакам» предписывалось «помогать по службе тем выборным казакам» — исходя из возможности каждого — «по их черкассому обыкновению, чтобы те выборны козаки были их подпомогою конны, вооружены и в походах запасами удовлетворены, а скудости бы им никакой не было». Также казаков не могли привлекать к другой воинской службе «и иных тягостей и подвод у них без государева указа не имать». Тем же указом подтверждалась пожизненность звания полковника.
В 1707 году полковник Изюмского слободского полка Ф. В. Шидловский был произведен в бригадиры и назначен командующим всеми слободскими полками.
Дальнейшее правление Петра принесло в «казацкую вольницу» новые перемены: по его указу в полках были учреждены трубачи и литаврщики. После чего, вышел указ, согласно которому, полковники, после избрания казацкой старшиной, должны были представляться на утверждение государя — он мог или утвердить его или представить своего. Произведение в полковые старшины и сотники должно производится по аттестации генерала, в ведении которого находился тот или иной полк. Гражданские и криминальные дела, производимые полками, передавались в ведомство Белгородской провинциальной и Воронежской губернской канцелярий.
После Полтавской битвы в Малороссии были расквартированы 15 полков, составивших Украинскую дивизию, командиром которой был назначен Пётр Матвеевич Апраксин. 18 декабря 1708 года Петр учредил Азовскую губернию, включив в неё все слободские полки и подчинив их П. М. Апраксину. Слободские полки находились в его военном и гражданском (как губернатора) подчинении до его убытия в Санкт-Петербург. В 1718 году им «повелено было быть в ведомстве по губерниям, оставаясь в военном отношении под начальством русскаго генерала», командовавшего украинской дивизией, расположенной в Слободской Украине.
29 мая 1719 года все слободские полки передали в Белгородскую провинцию.
В 1722 году слободские казаки, в военном отношении ещё ранее подчинённые командиру украинской дивизии, в гражданских и судебных делах были подчинены белгородскому воеводе и курскому надворному суду. В 1723 году на место Апраксина был назначен генерал-аншеф князь М. М. Голицын.

## Полки при Екатерине I
При Екатерине I Украинскую дивизию всё так же возглавлял князь Голицын, получивший к тому времени чин генерал-фельдмаршала. Он ввёл в слободских полках чин полкового ротмистра, по старшинству находившийся между полковым судьёй и асаулом. В сотнях был введён чин подпрапорных, которые за службу производились в сотники. Производств в ротмистры зависело от дивизионного генерала, а подпрапорных от полковников. 2 апреля 1726 указом Екатерины I было велено слободским полкам «быть ведомым в Государственной Военной Коллегии». С этого времени и до ликвидации полков они находились в команде украинского дивизионного генерала.

## Полки при Петре II
В 1727 году отряд слободских полков был отозван из Персии и к сентябрю 1727 года прибыл в Харьков. С 1729 начали постепенно преобразовывать нерегулярное казацкое войско в регулярное.

## Реформы приАнне Иоанновне
В 1730 князь Голицын был отозван в Санкт-Петербург, а на его место был назначен генерал-аншеф граф фон Вейзбах. С началом постройки, в 1730 году, украинской линии от Днепра к Донцу, на казацкое поселение слободских полков возложена была, наравне с крестьянским, обязанность поставки работников на линию. В 1732 году по указу императрицы было поручено провести перепись «Слободских полков жителей а именно: военнослуживших рядовых казаков; их свойственников и их подпоможчиков; владельческих подданных и дворовых людей; состоящих за монастырями; городовых жителей всякого звания, мужского пола душ». Проведение было поручено лейб-гвардии Семёновского полка премьер-майору Михайлу Семёновичу Хрущёву, сама перепись проводилась лейб-гвардии обер-офицерами, находящимися в его подчинении. В том же году «Государыня Императрица определили для управления в Слободских полках к пользе их относящихся Генерал-Лейтенанта, Сенатора, Лейб-Гвардии коннога полку Полковника и Ея Генерал-Адъютанта Князя Андрея Семёновича Шаховского». Князь Шаховской расквартировался в Сумах, где учредил «Правительство под названием: Канцелярия Комиссии учреждения Слободских полков». В возглавляемой Шаховским канцелярии, «присутствовали и заседали Штаб-Офицерских чинов члены». Результатом деятельности комиссии стал подписанный 16 февраля 1735 года «Высочайший Указ» в котором значилось:
1) В полках учреждалась должность бригадного командира на которую назначался полковник Ахтырского полка Лесевицкий, которому было пожаловано звание бригадира.
2) Полковники слободских полков получали звания премьер-майоров.
3) Полковые ратуши переименовывались канцеляриями и приравнивались к провинциальным (канцеляриям) с установлением в них тех же норм и порядков.
4) Полковники назначались председателями полковых канцелярий, а обозные, судьи, ротмистры и есаулы — членами, полковые писари становились секретарями. При военных походах в канцеляриях оставались только полковые судьи.
5) При каждой полковой канцелярии учреждались крепостные конторы куда передавались для регистрации все выданные ранее документы на право собственности на земли, угодья и другое имущество.
6) Прежнее право занимать свободные земли и угодья запрещено, те же что были заняты ранее передавались в наследственное владение.
7) Для всех лиц мужского пола переписанных Хрущёвым (кроме владельческих дворовых) устанавливался сбор в 21 копейку в год. Для более точного учёта указывалось подавать ведомости в Ахтырскую полковую канцелярию относительно прибытия и убытия лиц обложенных сбором.
8) Из военнослужилых казаков слободских полков набирался драгунский полк содержание которого должно обеспечиваться за счёт собственных полковых средств. Штаб- и обер-офицерам драгунского полка и слободским полковникам и старшинам передавались во владение казачьи сёла и деревни, которые также обязывались продолжать нести «казачью службу во всей исправности».
9) Полковые знамёна и печати в полковых канцеляриях устанавливались с изображением государственного герба Российской империи.
В 1732 году после постройки «Украинской линии» от устья реки Орели до реки Донца у Харьковского и Изюмского полков появилась более чёткая южная граница. Количество военнослужилых казаков было определено в 4200 человек, все 5 полков были подчинены одному начальнику — бригадному командиру над которым старшим был начальник украинской дивизии. В 1737 году после смерти графа фон Вейзбаха командиром Украинской дивизии был назначен генерал Александр Борисович Бутурлин.

## Императрица Елизавета Петровна — возврат к практике Екатерины I
На коронование Елизаветы Петровны в апреле 1742 были от слободских полков приглашены бригадир Лесевецкий, полковники и по одному делегату от сотенной старшины. Там они подали петиции на восстановление былых обычаев и привилегий. В ноябре 1742 все полки получили грамоты в которых указывалось о восстановлении ранее существовавших льгот, ликвидации нововведений Анны Иоанновны (драгунского полка, передачи его офицерам казацких поселений). Количество военнослужилых казаков было определено в 5000 человек. По случаю таких изменений, в полках были учреждены особые для каждого полка мундиры.
В 1744 году после смерти Бригадира Лесевецкого полки состояли в бригаде генерал-майора Якова Лукича Фролова-Багреева. Украинскую дивизию возглавил генерал фон Бисмарк. Государственная военная коллегия в 1751 году назначила на должность изюмского полковника Квитку, по случаю его 30-летнего верного служения, но он умер до того как пришли бумаги о его назначении.
В 1752 командиром слободских полков стал бригадир Василий Петрович Капнист, а на место фон Бисмарка был определён генерал граф Пётр Семёнович Салтыков. В 1757 году из казачьих семейств не служащих казаков Салтыкову было поручено сформировать гусарский слободской полк с командованием из других гусарских полков, средства (19 и 3/4 копейки) на его содержание должны были поступать от тех кто уже платил 22 копейки на содержание в слободских полках трёх драгунских и одного гарнизонного полков. В 1758 на место погибшего в Пруссии Капниста был назначен Дмитрий Антонович Банческул. Генерал граф Салтыков был отозван в Санкт-Петербург и на его место был назначен командиром Украинской дивизии Пётр Иванович Стрешнев.

## Окончание «казацкой вольницы» и введение гражданского управления
В 1733-37 годах предпринимался ряд реформ, имевших целью уравнения службы казаков с регулярной военной; к введению общероссийских законов и к обращению казацких подпомощиков в крестьян
Однако, эти реформы по просьбе слобожан были уничтожены императрицей Елизаветой в 1743 году.
Но к тому времени, старые порядки были уже настолько расшатаны, что не могли быть легко восстановлены.
Выделившаяся из казачества старшина угнетала казаков и обращала их в своих крестьян, расширяя своё землевладение за счёт общеказацких земель. Постоянные жалобы казаков и местного населения на старшину и установленные ею порядки привели к созданию и направлению на Слобожанщину в 1762—1764 гг. по Высочайшему повелению «Комиссии о Слободских полках», возглавляемой гвардии секунд-майором Евдокимом Щербининым, которая, в том числе, указывала:

Из поднесённых нам от разных чинов прошений с немалым сожалением усмотрели, что слободских полков жители от некоторых своих командиров неуказанными сборами и прочими отягощениями совсем разорены

«Доношение» Щербинина, поданное в сенатскую комиссию по слободским полкам (в составе Никиты Панина, Адама Олсуфьева и Якова Шаховского), указывало на следующие «несообразия»: неправильное распределение подпомощников, вольный переход населения и отсутствие чёткого обложения налогами, отсутствие фиксированных цен, существование наёмничества (когда за одного служил другой), проблемы с обеспечением конями и т. д.
Решением сенатской комиссии 16 декабря 1764 г. Управление слободских полков ликвидировалось и на его месте вводилась отдельная губернская канцелярия. На «первый случай» губернатором был послан Евдоким Щербинин.
26 июля 1765 года манифестом «Ея императорского Величества Екатерина Вторая» военная администрация слободских полков ликвидируется, а территории переходят в прямое подчинение губернатору новосозданной Слободской губернии.
После произведённой секунд-майором ревизии слободских полков они были реформированы в 5 территориальных гусарских полков (Ахтырский, Изюмский, Острогожский, Сумской и Харьковский — сформированный в 1757 году полк был распределён среди этих полков, а сам полк распущен) а казацкое управление заменено гражданским.
В последующем новообразованные регулярные гусарские полки вели свою официальную историю от слободских казацких полков. Они хорошо проявили себя в наполеоновских войнах начала XIX-го века.
В 1796 году слободские гусарские полки стали номерными: 1-й, 11-й, 12-й гусарские и 4-й уланский. В 1816 году название «Слободское казачье Войско» было упразднено, а казаки по правам приравнены к государственным крестьянам. Часть слободских казаков была выселена на Кавказскую линию в новооснованные станицы.

## Участие слободских казацких полков в боевых действиях и походах

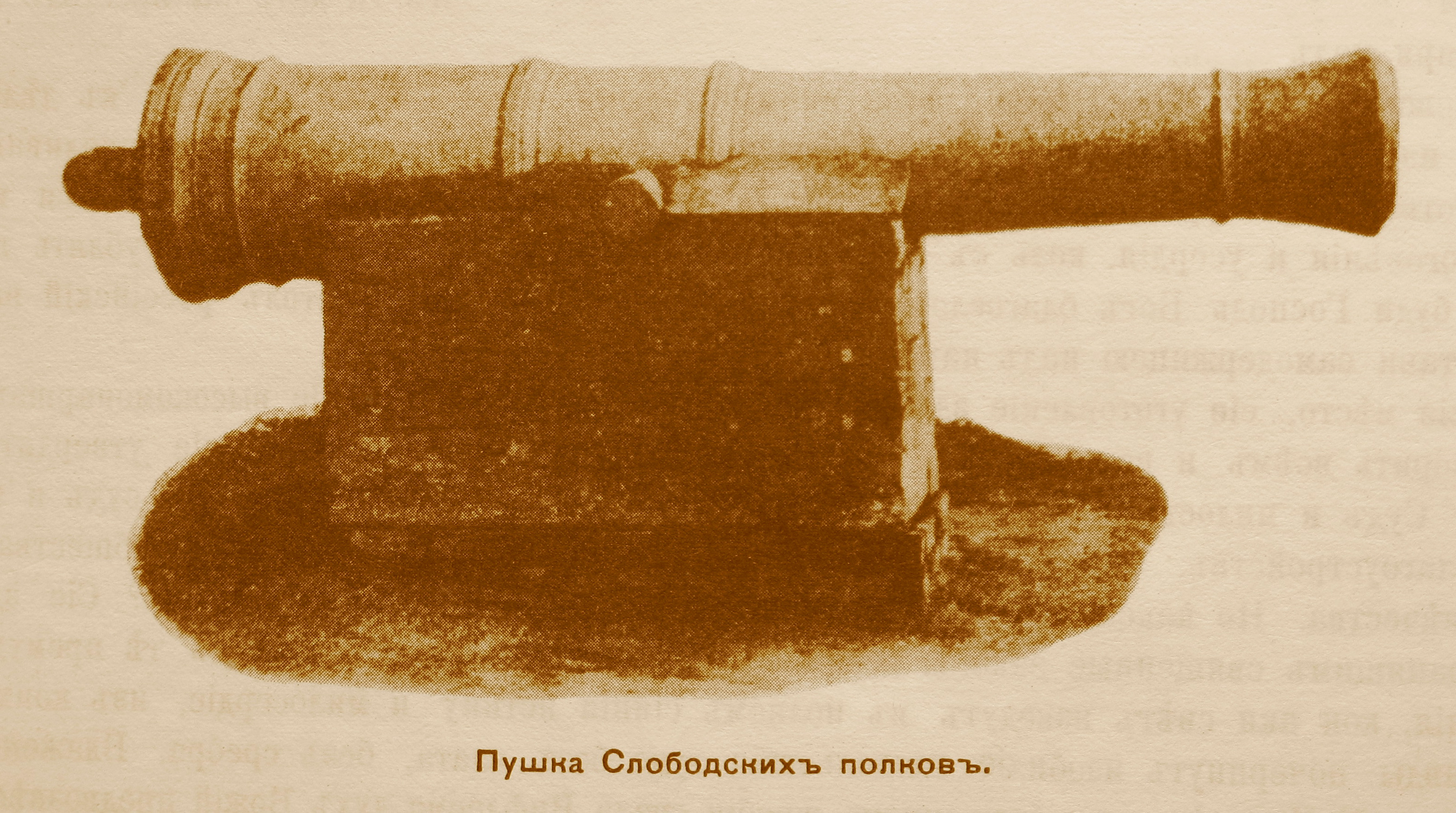
Пушка слободских полков конца XVII века

- Отражение набегов крымских и ногайских татар в 1646, 1661, и 1662 годах;
- 1667 год — отражение осад верных Брюховецкому запорожских казаков и набегов призванных им же ногайских и крымских татар;
- 1672 год — разгром крымских татар под Мерефой;
- 1679 год — десятитысячная орда разбита под стенами Харькова, победа над татарами у Золочева;
- 1687, 1689 годы — участие слободских полков в Крымских походах в составе русского войска;
- 1695, 1696 годы — участие в Азовских походах Петра I. Казаки состояли в армии Бориса Петровича Шереметьева, которая должна была отвлечь внимание татар от Азова. В этом походе ахтырцы находились свыше года, принимая участие в штурме крепости Кизы-Кермен, а также в осаде и взятии целого ряда других крепостей;
- 1698 год — участие слободских полков в неудачном походе князя Долгорукова через Перекоп;
- Октябрь 1700 − конец 1702 года. Слободские полки выступили в Ингерманландию, где принимали участие в войне с Карлом XII под командой генерала Б. П. Шереметева;
- [когда?] В составе армии генерала Шереметева усмирение восстания в Астрахани;
- 1707−1709 годы — участие в подавлении Булавинского восстания донских казаков;
- 1709 год — участие в Полтавской битве Харьковского и Изюмского слободских казачьих полков;
- 25 апреля 1725 года — 1000 рядовых со старшинами из слободских полков под командованием харьковского полковника Григория Семёновича Квитки вступили в распоряжение русского корпуса, находившегося в Персии;
- Сентябрь 1727 года отряд слободских полков вернулся из Персии в Харьков;
- Май 1733 года — выступление в Польшу для подавления волнений. Слободские полки действовали в составе 2-го Русского корпуса генерал-лейтенанта Измайлова;
- Конец 1735 года — возвращение из Польши и выступление на русско-турецкую войну;
- 1736−1739 годы — русско-турецкая война. Слободские казаки с войсками фельдмаршала Миниха вступили на землю Крыма и 14 мая участвовали во взятии штурмом Перекопа (ахтырцы). Армию после Миниха возглавил генерал-фельдмаршал граф Ласси. В июне 1737 года рубились с турками под стенами Очакова, после покорения которого, оставлены были в его гарнизоне и мужественно защищали крепость против 40-тысячной турецкой армии;
- 1756 год — по указу военной коллегии слободские полки были направлены в Пруссию для участия в Русско-Прусской войне в составе российской армии под руководством генерал-фельдмаршала Степана Фёдоровича Апраксина. 19 (30) августа 1757 года при сражении при Гросс-Егерсдорфе слободские нерегулярные полки понесли тяжёлые потери, а их командир бригадир В. П. Капнист был убит.
- 1758 год — возвращение полков из Пруссии.

## Вооружение, форма одежды и быт слободских казацких полков
Слободские казацкие полки были вооружены саблями, пистолетами, ружьями и копьями.
Большое внимание уделялось внешнему виду сабель, которые, кроме боевого использования, служили, также, предметом щегольства и украшались золотыми и серебряными насечками. Преимущество отдавалось саблям турецкого изготовления. Ножны покрывались красным бархатом, украшались драгоценными камнями и серебром. В крепостях имелись пушки.
В 1743 году, во времена царствования императрицы Елизаветы Петровны была учреждена единообразная форма для всех слободских полков, а именно: «верхние черкески, с откидными рукавами и обложенные серебряными тесьмами и снурками, во всех полках были синие, а чекмень и шаровары по полкам: в Харьковском — желтые, в Сумском — светло-синие, в Ахтырском — зеленые, в Изюмском — красные и в Острогожском — красно-оранжевые…».

## Полковники слободских казацких полков
Харьковский полк:

Портрет полковника Сумского слободского полка и основателя г. Сумы Кондратьева Г. К.

- Донец-Захаржевский Григорий Ерофеевич (1669—1691);
- Донец-Захаржевский Фёдор Григорьевич (1691—1706);
- Шидловский Фёдор Владимирович (1706—1710);
- Шидловский Лаврентий Иванович (1710—1711);
- Куликовский Прокофий Васильевич (1711—1714);
- Квитка Григорий Семёнович (1714—1734);
- Тевяшев Степан Иванович (1734—1757);
- Куликовский Матвей Прокофьевич (1757—1765).

Сумской полк:
- Кондратьев Герасим Кондратьевич (1665?—1701) — стольник и полковник, основатель г. Сумы и первый командир полка, выходец из Польши (1-я похвальная грамота от государя от 19 февраля 1668 года, грамота о привилегиях от 23 апреля 1669 года)
- Кондратьев Андрей Герасимович (1701—1708) — стольник и полковник (грамота о привилегиях от 28 февраля 1700 года), убит при подавлении Булавинского бунта
- Кондратьев Иван Андреевич
- Перекрестов-Осипов Василий Данилович
- Кондратьев Дмитрий Иванович (грамота о привилегиях от 22 ноября 1743 года)
- Донец-Захаржевский Михаил Михайлович
- Романов Роман Иванович

Ахтырский полк:
- Зиновьев Демьян (похвальная грамота от государя от 19 февраля 1668 года, грамота о привилегиях от 23 апреля 1669 года)
- Перекрестов Иван Иванович — стольник и полковник (грамота о привилегиях от 28 февраля 1700 года)
- Осипов Фёдор Осипович — стольник и полковник
- Лесевицкий Алексей Леонтьевич
- Лесевицкий Иван Алексеевич (грамота о привилегиях от 22 ноября 1743 года)
- Лесевицкий Константин Алексеевич
- Лесевицкий Георгий Алексеевич
- Боярский Михайла Иванович

Изюмский полк:
- Донец Григорий Ерофеевич
- Донец-Захаржевский Константин Григорьевич — стольник и полковник (грамота о привилегиях от 28 февраля 1700 года)
- Шидловский Фёдор Владимирович — стольник и полковник (в 1707 жалован бригадиром и определён в армию, в 1709 жалован генерал-майором)
- Донец-Захаржевский Михаил Константинович
- Шидловский Лаврентий Иванович
- Квитка Иван Григорьевич — 22 декабря 1737 жалован полковником, но к командованию полком приступил только с 22 ноября 1743 года
- Краснокутский Фёдор Фомич — в 1752 жалован полковником, вышел из службы до реформы полков.

Острогожский полк:
- Дзиньковский Иван Николаевич
- Карабут Герасим — бывший сотник, ставший полковником за сохранение верности государю после казни поддержавшего разинский мятеж Дзиньковского.
- Гонт Михаил (1670).
- Сербин Фёдор (челобитная грамота полковника и полковой старшины Острогожского полка царю Фёдору Алексеевичу, 1677).
- Сасов (Сас) Иван Семёнович (которому с 1689 года велено с 100 чел. своего полка стоять на Самаре в Новобогородицком городе /Екатеринославле/; грамота на имя полковника Ивана Семёновича Саса 1690 года).
- Куколь Фёдор Иванович (в 1698 году «стоял с полком своим у Савинского броду»).
- Тевяшов Иван
- Тевяшов Иван Иванович (сын)
- Тевяшов Степан Иванович
- Буларт
- Кантемир
- Бедряга

## Полковые города и местечки
- Полковой город Сумы при реке Исле

местечки
- - Недригайлов (в истоках р. Сулы)
  - Белополье
  - Лебедин
  - Ие(в)на[Комм 2][прояснить]
  - Мирополье
  - Краснополье
  - Мижирич
  - Ворожба
  - Суджа

Полковой город Харьков в начале XVIII века. Открытка 1910 года

- Полковой город Харьков между реками Харьковом и Лопанью

местечки
- - Деркачи
  - Ольшаное
  - Валки
  - Мерефа
  - Соколов
  - Хотомля
  - Мартовое
  - Волчие Воды
- Полковой город Ахтырка недалеко от реки Ворсклы

местечки
- - Мурафа
  - Богодухов
  - Калантаев
  - Красный Кут
  - Рублёвка
  - Котельва
  - Коломак
- Полковой город Изюм при реке Донец

местечки
- - Печенега
  - Мохнач
  - Змиев
  - Лиман
  - Андреевка
  - Балаклея
  - Савинцы
  - Сеньков
  - Спиваковка
  - Купянка
  - Цареборисово
  - Бахмут
  - Тор

## Исторические факты
- Весной 1708 года полки Ахтырский, Сумской и Острогожский были двинуты Петром Первым на помощь Изюмскому полку — на подавление восстания донских казаков Кондратия Булавина. 8 июня на реке Уразовая булавинские отряды разгромили Сумской казацкий полк[12]. В битве с булавинским атаманом Драным был убит полковник сумского полка Кондратьев[13]. Участие в подавлении Булавинского восстания надолго осложнило отношения между донскими и слободскими казаками[14]. Отголоски этого конфликта привели к захвату в 1918 году ВВД города Беловодска у Харьковской губернии.
- Мужское население слободских полков (без женщин и детей) в 1732 году составляло 190 тысяч человек.[15]
- Часть слободских полков до декабря 1779 года находилась аж в Задонщине, на левобережье Дона. Там находились Калачеевская, Меловская и Толучеевская сотни Острогожского полка (с 1765 — Меловского комиссарства Острогожской провинции). Сотни были самыми восточными во всех полках, провинциях и в губернии и находились в бассейне реки Толучеевой.
- Когда полки уходили в поход на войну (например, русско-турецкие войны), численность мужского населения снижалась за счёт «воинских», а женского — оставалась прежней. Так, в 1787 году, когда началась турецкая война, по сравнению с мирным 1785 годом, мужское население Лебединского уезда (Сумский полк) уменьшилось на 1070 человек (было 18 397, осталось 17 324), Ахтырского (Ахтырский полк) — на 800 человек (23531 и 22708), и т. п.

## Комментарии
1. ↑  Острогожские русские люди и пушкари Довгоносовы от имени посадских в поддержку воеводы послали в Москву жалобу на полковника Саса в том, что он «…чинит им всякие налоги и обиды». По этой жалобе курскому воеводе князю Петру Ивановичу Хованскому велено было расследовать дело. Полковник Сас был отстранён от командования полком и вызван в Курск для дачи показаний. Острогожские казаки, защищая своего полковника от незаслуженных обвинений, послали выборных людей в Курск. Дело разрешилось в пользу казаков. Полковник Сас был оставлен в прежней должности, но происки против него острогожских воевод не прекратились. В 1683 году Сас был вызван в Москву для ответа по поводу жалоб на него. Причём, жалобы, сфабрикованные, скорее всего, по указанию воеводы, оказались ложными. Челобитчики на очные ставки не явились и бежали. В конечном итоге, никаких неприятных последствий, кроме волокиты, для Острогожского полковника не было.[источник не указан 4144 дня]
2. ↑  (?) Это не может быть основанное через 30 лет село Ивня Хотмыжского уезда Белгородской губернии (население — 138 мужчин в 1779). Возможно, слобода Иваны Валковского комиссарства Харьковского полка (население 556 м в 1779).